# Châteauneuf-les-Bains

Châteauneuf-les-Bains este o comună în departamentul Puy-de-Dôme, Franța. În 1 ianuarie 2022 avea o populație de 311 de locuitori.